# Plasmaresonanz
Die Plasmaresonanz ist ein Effekt in Festkörpern, die eine ausreichende Menge an freien Elektronen im Leitungsband aufweisen. Dann gibt es eine Stelle im Spektrum, wo der Realteil {\displaystyle \varepsilon _{1}} der Dielektrizitätskonstante eine Nullstelle aufweist.
Der Name Plasma kommt daher, dass die Elektronen im Leitungsband nicht mehr bei ihren jeweiligen Atomrümpfen lokalisiert sind, sondern frei durch das Kristallgitter wandern können. Sie wirken dabei wie ein Gas, man spricht daher auch vom Elektronengas oder eben vom Elektronenplasma.
Bei Metallen (Beispiel: Silber) kann der Effekt gut nach der Drude-Theorie erklärt werden:
{\displaystyle \varepsilon _{1}=1-\omega _{\mathrm {p} }^{2}\cdot {\frac {\tau ^{2}}{1+\omega ^{2}\cdot \tau ^{2}}}}
Dabei ist 
{\displaystyle \omega _{\mathrm {p} }^{2}={\frac {Ne^{2}}{\varepsilon _{o}m^{*}}}}
die Plasmafrequenz nach Drude.
Darin sind:
- τ = Stoßzeit
- ω = Lichtfrequenz
- N = Ladungsträgerdichte
- e = Elementarladung
- m* = effektive Masse

Wenn man in der obigen Formel ε1 nullsetzt, erhält man als Lösung für die Plasmaresonanzfrequenz nach Drude:
{\displaystyle \omega _{s}^{2}={\frac {\tau ^{2}\cdot \omega _{\mathrm {p} }^{2}-1}{\tau ^{2}}}=\omega _{\mathrm {p} }^{2}-{\frac {1}{\tau ^{2}}}}
Die Plasmaresonanzfrequenz ist also nicht identisch mit der Plasmafrequenz. Die obige Formel für ε1 beinhaltet außerdem nur den Beitrag der freien Elektronen nach der Drude-Theorie. In der Praxis sind jedoch auch bei Metallen diverse Beiträge von Interbandanregungen zusätzlich zu berücksichtigen, die additiv eingehen. Sie führen zu einer weiteren Verschiebung der Plasmaresonanzfrequenz gegenüber der einfachen Plasmafrequenz (siehe Beispielspektrum).
So eine Nullstelle im Spektrum der Dielektrizitätskonstante hat bei Umrechnung auf die optischen Konstanten Brechungsindex n und Absorptionskoeffizient k und den von ihnen abhängigen Reflexions- und Absorptionsspektren natürlich gravierende Auswirkungen. In den optischen Eigenschaften des Materials macht sich die Plasmaresonanz durch die charakteristische Plasmakante im Reflexionsspektrum bemerkbar.